# Хане-Дарья
Хане́-Дарья́ (перс. خانه دريا‎ — «Дом у моря») — курорт в Иране на побережье Каспийского моря. Поселок Хане-Дарья расположен в провинции Мазендеран, в 13 км от города Махмудабад и в 22 километрах от Бабольсера. В посёлке расположено более тысячи коттеджей, санатории, рестораны, кафе, яхт-клубы. Хане-Дарья — один из наиболее популярных курортов у иранцев.